# Fábio Costa
Pour les articles homonymes, voir Costa.
 Fábio Costa, est un footballeur brésilien né le 27 novembre 1977 à Camaçari (Brésil). Il joue au poste de gardien de but avec Atlético-MG.
Il a six sélections avec l’équipe du Brésil.

## Carrière

### Clubs
- 1995 – 2000 : Esporte Clube Vitória  Brésil
- 2000 – 12/2003 : Santos FC  Brésil
- 01/2004 - 2005 : SC Corinthians  Brésil
- 2006 - 2013 : Santos FC  Brésil
- 2010 - 2011 : → Atlético-MG  Brésil
- 2013 - : → São Caetano  Brésil

### Palmarès
- Championnat de l'État de Bahia en 1995, 1996 et 1997 avec Esporte Clube Vitória
- Tournoi de Toulon (- 20 ans) en 1996
- Coupe du Brésil en 1997 avec Esporte Clube Vitória
- Tournoi Pré-Olympique en 2000 avec l’équipe du Brésil.
- Champion du Brésil en 2002 et 2005 avec SC Corinthians